# Abbas Salehi
Abbas Salehi (in persiano سید عباس صالحی‎) (Mashhad, 1964) è un politico e giornalista iraniano, Ministro della cultura e dell'orientamento islamico dal 2017 al 2021.

## Biografia
È stato membro del Seminario di Qom, il più grande seminario dell'Iran.
Ha contribuito alla creazione del Tafsir Rahnama, un'esegesi di 20 volumi sul Corano, scritto in iraniano.